# Meta obscura
Meta obscura là một loài nhện trong họ Tetragnathidae.
Loài này thuộc chi Meta. Meta obscura được miêu tả năm 1899 bởi Kulczynski.